# Phoebetria
Phoebetria is een geslacht van vogels uit de familie Albatrossen (Diomedeidae). Het geslacht telt twee soorten.

## Soorten
- Phoebetria fusca  –  Zwarte albatros
- Phoebetria palpebrata  –  Roetkopalbatros